# William P. Dillingham
William Paul Dillingham, född 12 december 1843 i Waterbury, Vermont, död 12 juli 1923 i Montpelier, Vermont, var en amerikansk republikansk politiker. Han var guvernör i delstaten Vermont 1888–1890. Han representerade Vermont i USA:s senat från 1900 fram till sin död. Han var son till Paul Dillingham.
Dillingham studerade juridik och inledde 1867 sin karriär som advokat i Waterbury. Han var åklagare i Washington County 1872–1874.
Dillingham efterträdde 1888 Ebenezer J. Ormsbee som guvernör i Vermont. Han efterträddes 1890 av Carroll S. Page. Senator Justin Smith Morrill avled den 28 december 1898 i ämbetet och Jonathan Ross blev utnämnd till senaten. Ross tillträdde den 11 januari 1899 men var inte intresserad av att kandidera för omval. Dillingham efterträdde 1900 Ross i senaten. Han satt först till slutet av Morrills mandatperiod och omvaldes sedan fyra gånger. Senator Dillingham avled 1923 i ämbetet och efterträddes av Porter H. Dale. Dillingham gravsattes på Hope Cemetery i Washington County, Vermont.